# SeaWorld
SeaWorld is een pretparkgroep met vier themaparken verspreid over de Verenigde Staten en de Verenigde Arabische Emiraten. Het wordt gerund door SeaWorld Parks & Entertainment.
De themaparken zijn voornamelijk bekend van hun shows met orka's, zeeleeuwen en dolfijnen. Daarnaast bevatten ze ook een aantal pretparkattracties zoals: Kraken, Antarctica: Empire of the Penguin en Manta.

## Parken

### Huidig
- SeaWorld San Diego (San Diego, Californië), geopend in 1964
- SeaWorld Orlando (Orlando, Florida), geopend in 1973
- SeaWorld San Antonio (San Antonio, Texas), geopend in 1988
- SeaWorld Abu Dhabi (Abu Dhabi, Verenigde Arabische Emiraten), geopend in 2023[1]

### Voormalig
- SeaWorld Ohio (Aurora, Ohio), geopend in 1970 en gesloten in 2000

## Orka's
De grootste en bekendste attracties van SeaWorld zijn de shows met orka's.
In totaal heeft SeaWorld anno 2023 de volgende orka's:
- 8 in SeaWorld San Diego: Corky, Ulises, Orkid, Ikaika, Kalia, Keet, Shouka en Makani[2]
- 5 in SeaWorld Orlando: Katina, Trua, Nalani, Makaio en Malia[3]
- 5 in SeaWorld San Antonio: Kyuquot, Takara, Sakari, Tuar en Kamea
- SeaWorld heeft tevens 4 orka's in bruikleen gegeven aan Loro Parque (Puerto de la Cruz, Tenerife): Keto, Tekoa, Kohana en Skyla.[4]

De Amerikaanse documentaire Blackfish (2013) gaat over de orka Tilikum en bespreekt tevens de controverse rond orka's in gevangenschap. In de parken gebeuren regelmatig incidenten, waarbij een of meerdere orka's betrokken zijn. In 2016 maakte SeaWorld bekend te stoppen met de kunstmatige inseminatie van orka's in het park.

## Computerspelen
Er zijn twee computerspelen uitgebracht waarbij de speler zijn of haar eigen SeaWorld-park moet opbouwen en onderhouden:
- SeaWorld Adventure Parks Tycoon (2003)
- SeaWorld Adventure Parks Tycoon 2 (2005)